# 개머루
개머루(Ampelopsis glandulosa var. heterophylla)는 낙엽이 지는 활엽의 덩굴성 목본으로서, 잎은 3-5갈래로 깊게 갈라진 손바닥 모양이다. 꽃은 녹색으로, 여름에 잎의 맞은편에 산방꽃차례를 이루면서 달린다. 열매는 지름 5-6mm의 액과로, 공 모양이며 흰색·푸른색·자주색을 띠고 있는데, 먹을 수 없다. 주로 산지의 골짜기나 숲 가장자리, 개울가에서 자라며, 한국 각지에 분포하고 있다.  해외에는 일본, 중국, 대만, 사할린, 쿠릴, 우수리에 분포하고 있다. 꽃은 7~8월에 핀다.